# Complete Savages
Complete Savages (en España La familia salvaje) es una comedia de situación que empezó a emitirse en septiembre de 2004 en ABC. Cancelada en mayo de 2005, su último episodio se emitió en junio de 2005. La serie fue creada por Mike Scully y Julie Thacker y dirigida por Mel Gibson y Paul Abascal. En México la retransmite Warner Channel.

## Sinopsis
Complete Savages es una comedia sobre un padre separado, Nick Savage, que tiene que criar solo a sus indisciplinados hijos Jack, Chris, Sam, Kyle y T.J. Turnándose en el cuidado de sus hijos, lo ayuda su hermano Jimmy. Sus cinco hijos constantemente crean problemas y circunstancias impensadas para que toda la familia intente resolverlos de una manera u otra.

## Miembros de la familia

### Los Savages (del más viejo al más joven)
- Keith Carradine como Nick Savage (el padre).
- Shaun Sipos como Jack Savage (el moderno, 17 años).
- Erik Thomas von Detten como Chris Savage (el deportista, 16 años).
- Andrew Eiden como Sam Savage (el listo, 15 años).
- Evan Taylor Ellingson como Kyle Savage (el loco, 14 años).
- Jason Scott Dolley como T. J. Savage (el mono, 13 años).

### Otros personajes
- Vincent Ventresca como Jimmy Savage (el tío).
- Mel Gibson como Agente Steve Cox (no acreditado).
- Autumn Reeser como Angela (novia de Sam).
- Kylie Sparks como Brenda (vecina).
- Kate Walsh como Maggie (novia de Nick en el episodio "My Two Sons").

## Lista de episodios
1. Pilot
Cuando la 23.ª ama de casa renuncia, los chicos piden una pero Nick se niega. Jack hace que todos traten de convencer a papá, así que deciden dejar que la basura se junte. Mientras tanto, Sam quiere invitar a Angela, su vecina, pero no se atreve. Las dos historias se juntan cuando Nick la invita.
2. Tutoring
Las calificaciones de los chicos llegan, Sam ha suspendido Educación Física, y Chris 5 asignaturas. El entrenador McCarthy hace un trato con ambos; Samm le ayuda a Chris, y el aprueba a Sam. Después de un rato, Sam se rinde, ya que Chris no coopera. Este se busca un nuevo maestro que resulta ser Angela, haciendo que Sam se vuelva celoso.
3. Almost Men In Uniform
Chris, Sam y Jack se enteran por el tío Jimmy de que pueden conseguir beneficios usando trajes de bombero. Mientras, Kyle y T. J. visitan la estación con Nick, y descubren que es demasiado aburrido. De vuelta a la otra historia, Chris, Sam y Jack visitan un antro donde Sam se enamora de una mujer embarazada.
4. Nick Kicks Butt
Nick descubre que Kyle está fumando y se opone rotundamente. Los chicos le dicen que no puede obligar lo mientras él también fume. Deciden hacer una apuesta, el que fume primero tendrá que trotar desnudo (sin estar ebrio.) Mientras tanto Sam se une al coro para que todos los días sean como una cita con Angela.
5. Car Jack
Después de que su última cita fuera un desastre por falta de intimidad, Jack junta $1000 para un auto. Ya que Nick no puede ir con él, va con Jimmy. Cuando regresan, todos se dan cuenta de que él compró una motocicleta, a lo que Nick se opone
6. Free Lily
Es el Día de Halloween, donde Kyle se une a sus hermanos mayores para hacer una excelente broma. Luego de que Chris fuera humillado en la clase de Biología por no querer matar a la rana de la clase, decide vengarse (por órdenes de la rana muerta) liberando a Lily, "su novia"; pero los demás se rehúsan. Mientras, T.J. se siente viejo y decide dejar sus disfraces de Halloween.
7. For Whom the Cell Tolls
Jack siente lástima por Sam, ya que siempre lo ve observando a Angela. Para eso, le consigue una cita con una chica muy bonita y sexy, pero que para conversando todo el día con su amiga por su celular, causando grandes problemas a Sam. Mientras, Chris consigue un trabajo, que es robado por Kyle y T.J.
8. Carnival Knowledge
La feria de la iglesia se acerca y todos los Savages quieren ir. Sam invita a Angela como amiga, ya que rompió con su novio. Jack y Chris salen con dos chicas en la feria para no gastar dinero. Pero T.J. se tiene que quedar para hacer un reporte en computadora, que el perro se come en cuanto lo ha terminado. Sam y Angela vuelven a ser novios por un accidente generado por Kyle.
9. My Two Sons
Los chicos buscan una mujer para Nick, para que él no se quede en casa todos los días. Cuando se da cuenta Nick se va al bar, donde conoce a Maggie, una DJ. Para seguir con ella, dice que sus únicos hijos son Sam y T.J. volviendo furioso al resto.
10. Thanksgiving with the Savages
Es día de Acción de Gracias y Sam decide ir a casa de Angela a pasarlo. Nick, Jimmy, y los muchachos quedan triste al perder su tradición televisiva de ver "Los Tres Chiflados", y para colmo, Nick tiene una emergencia de incendio. Los muchachos roban un pavo para hacerle una cena feliz a su padre, pero éste pavo les causa muchos problemas al atacarlos, haciendo que Sam y Angela también se metan en este lío.
11. The Man Without a Ball
Los chicos cuelan un balón en el patio de su vecina, que se lo queda. Descubren que ese balón tiene un gran valor sentimental para su padre. Tratando de recuperarlo, se cuelan en su casa y olvidan el perro allí (pero toman como rehén al periquito de la Sra. Riley). Nick, tratando de recuperar al perro, este último se lleva una pierna ortopédica de la Sra. Riley. La Sra. Riley les devuelve el balón y el perro a cambio de la pierna.
12. Voodude
Durante un castigo, Kyle se enamora de Josie, una chica que tiene su mismo comportamiento. Además, Kyle está preparando un trineo tunning con T.J. A medida que va terminando el trineo, Kyle se va enamorando más de Josie y empezando a dejar de lado a su hermano pequeño. El día de probar el trineo, Kyle le dice a T.J. que llevará hoy a Josie y que mañana lo llevará a él. Al final, T.J. y Kyle van juntos en el trineo la primera vez y Josie le presenta al menor de los Savage a su hermana pequeña, Hannah.
13. Savage XXX-mas
Se acerca Navidad, por lo que Nick decide no comprar regalos. A cambio, pide a Kyle y T.J. ayudarlos con los regalos para los pobres. Sam, Chris y Jack consiguen trabajo en un depósito de ropa interior femenina. Sam es ascendido, pero por sus hermanos celosos, tiene problemas con las clientas; y esto se empeora cuando llegan Angela a la tienda.
14. Teen Things I Hate About You
15. Save a Dance for Me
Faltan pocos días para el baile de la escuela. Sam y Angela tienen problemas al organizar la fiesta, ya que no deciden entre una fuente de chocolate (de Angela) o un cañón de confeti (de Sam). Jack se convierte en el DJ, y ayuda a Chris a aprender a bailar. Al final, Sam compra el cañón de confeti, animando la fiesta al bajarse a Chris.
16. Crimes and Mini-Wieners
17. Bad Reception
18. Saving Old Lady Riley
19. Hot Water
El tío Jimmy llega a la casa con la propuesta de comprar un jacuzzi, que rápidamente fue aceptado por todos menos por Nick, quién cedió al final. Al comprar el jacuzzi, Nick prohíbe usarlo a los chicos, pero éstos lo usan y lo rompen. Deciden pegarlo, pero Nick se quedó pegado desnudo con el tío Jimmy. Los chicos los llevan al hospital, cruzando por un desfile gay.

## Enlaces
- Complete Savages episode guide Archivado el 30 de septiembre de 2007 en Wayback Machine.

- Datos: Q2604598